# 사회 낙인
사회 낙인(영어: social stigma) 또는 낙인효과(烙印效果)는 상대방에게 부정적으로 무시당하거나, 치욕을 당한 경우에 즉, 상대방에게 낙인이 찍힌 경우에 부정적인 영향을 당한 당사자가 부정적으로 변해가는 현상을 일컫는다. 또한 정치학, 범죄학, 사회심리학 등은 일탈행위자(범죄자) 또는 현대의 청소년문제 등을 설명하는 방법으로 보고있다.
이에 반대되는 효과로는 피그말리온 효과가 있다. 피그말리온 효과는 타인에 대한 기대나 관심이 해당 타인에게 긍정적인 결과를 나타내주는 현상을 의미한다. 또한 1968년 하버드대학교 사회심리학과 로버트 로젠탈 교수와 초등학교 교장을 지낸 레노어 제이콥슨 등은 샌프란시스코의 한 초등학교에서 전교생을 대상으로 지능검사를 한후 무작위로 20% 정도의 학생을 뽑은 명단을 교사에게 주면서 'IQ가 높은 학생들'이라고 믿게 했다. 이후에 무작위의 선발된, 즉 평균치의 학생들이 높은 지능의 학생들로 믿고 교육한 선생님에 의하여 실제의 IQ가 높아졌다. 이러한 효과를 로젠탈 효과라고 한다.

## 같이 보기
- 비인간화
- 차별
- 자기동일성
- 낙인 이론
- 편견
- 자기은폐
- 자아존중감
- 자기도식
- 수치심
- 소외
- 사회적 배제
- 고정관념
- 고정관념 위협
- 금기